# Institut français d’opinion publique
Das Institut français d’opinion publique (IFOP) ist ein 1938 gegründetes französisches Meinungs- und Marktforschungsinstitut mit Hauptsitz in Paris. Direktor war zuletzt Jérôme Fourquet.

## Geschichte
Ifop gilt als Pionier und führender Anbieter auf dem französischen Markt der öffentlichen Meinungsumfragen und Marktforschung. Jean Stoetzel, Professor für Sozialpsychologie an der Sorbonne gründete am 1. Dezember 1938 das Unternehmen. Erste Umfragen wurden im Sommer 1939 in der Zeitschrift Sondage (Umfragen) veröffentlicht. Danach wurde die Veröffentlichung von Meinungsumfragen von der Zensur verboten.
Im September 1944 erfolgte die erste Studie der Nachkriegszeit mit Fragen zur FFI und der Rolle der Résistance. 1956 wurde erstmals zur Faktorenanalyse ein Computer (ein gekoppelter IBM 704) zum Zählen und Verarbeitung der Messdaten eingesetzt. 1973 erfolgten in Zusammenarbeit mit RTL halbstündige Stauprognosen durch Befragung der Urlaubsfahrer. Ifop führte 1983 zum ersten Mal bei Kommunalwahlen eine Wahltagsbefragung durch.
Ifop führt auch tri-nationale Umfragen in Frankreich, Italien und Deutschland durch. Ifop veröffentlichte eine dreiteilige Studie zum französischen Wählerverhalten, bestehend aus L’Archipel français (2019), La France sous nos yeux (2021) und La France d’après (2023), die insbesondere die Frage „abgehängter“ Regionen und sozioökonomischer Gruppen behandeln.